# 國家路易斯大學
國家路易斯大學（National Louis University，縮寫：NLU）是位於美國伊利諾伊州芝加哥的一所私立大學，成立於1886年。 除去在芝加哥盧普區的主校區外，在威斯康辛州、佛羅里達州和波蘭的新松奇還有數個校區，此外也提供遠程教育。
2015年《美國新聞與世界報道》未將其列入排名。

## 外部連結
- Official website（页面存档备份，存于）
- Lycée Français de Chicago - NLU Campus（页面存档备份，存于）
- National–Louis University Online Archive and Special Collections
- Famous American Women: A Biographical Dictionary from Colonial Times to the Present ed. Robert McHenry (Merriam-Webster, Inc. 1980) p. 179.

41°52′49″N 87°37′29″W / 41.8804°N 87.6247°W